# Pallavolo ai Giochi mondiali universitari estivi - Torneo femminile
Il torneo femminile di pallavolo ai Giochi mondiali universitari estivi è una competizione pallavolistica per squadre nazionali, organizzata con cadenza biennale dalla FISU, durante i Giochi mondiali universitari estivi.

## Edizioni
| Edizione      | Edizione          | Podio            | Podio            | Podio          |
| Anno          | Organizzatore     | Campione         | Seconda          | Terza          |
| ------------- | ----------------- | ---------------- | ---------------- | -------------- |
| 1961 Dettagli | Sofia             | Unione Sovietica | Bulgaria         | Romania        |
| 1963 Dettagli | Porto Alegre      | Brasile          | Perù             | Cile           |
| 1965 Dettagli | Budapest          | Unione Sovietica | Romania          | Cecoslovacchia |
| 1967 Dettagli | Tokyo             | Giappone         | Filippine        | -              |
| 1970 Dettagli | Torino            | Unione Sovietica | Giappone         | Bulgaria       |
| 1973 Dettagli | Mosca             | Unione Sovietica | Bulgaria         | Brasile        |
| 1977 Dettagli | Sofia             | Unione Sovietica | Cuba             | Bulgaria       |
| 1979 Dettagli | Città del Messico | Unione Sovietica | Giappone         | Cuba           |
| 1981 Dettagli | Bucarest          | Cina             | Cuba             | Brasile        |
| 1983 Dettagli | Edmonton          | Brasile          | Cina             | Giappone       |
| 1985 Dettagli | Kōbe              | Giappone         | Corea del Sud    | Germania Ovest |
| 1987 Dettagli | Zagabria          | Cina             | Unione Sovietica | Germania Est   |
| 1991 Dettagli | Sheffield         | Italia           | Romania          | Stati Uniti    |
| 1993 Dettagli | Buffalo           | Romania          | Stati Uniti      | Svizzera       |
| 1995 Dettagli | Fukuoka           | Cina             | Giappone         | Russia         |
| 1997 Dettagli | Sicilia           | Russia           | Stati Uniti      | Giappone       |
| 1999 Dettagli | Palma di Maiorca  | Cina             | Russia           | Francia        |
| 2001 Dettagli | Pechino           | Cina             | Russia           | Thailandia     |
| 2003 Dettagli | Taegu             | Cina             | Taipei cinese    | Russia         |
| 2005 Dettagli | Smirne            | Taipei cinese    | Polonia          | Cina           |
| 2007 Dettagli | Bangkok           | Polonia          | Serbia           | Cina           |
| 2009 Dettagli | Belgrado          | Italia           | Serbia           | Polonia        |
| 2011 Dettagli | Shenzhen          | Brasile          | Cina             | Russia         |
| 2013 Dettagli | Kazan'            | Russia           | Brasile          | Thailandia     |
| 2015 Dettagli | Gwangju           | Russia           | Ucraina          | Giappone       |
| 2017 Dettagli | Taipei            | Russia           | Giappone         | Ucraina        |
| 2019 Dettagli | Napoli            | Russia           | Italia           | Giappone       |
| 2023 Dettagli | Chengdu           | Cina             | Giappone         | Polonia        |
| 2025 Dettagli | Reno-Ruhr         | Italia           | Giappone         | Brasile        |

## Medagliere
| Pos. | Squadra          | 1º posto | 2º posto | 3º posto | Totale |
| ---- | ---------------- | -------- | -------- | -------- | ------ |
| 1    | Cina             | 7        | 2        | 2        | 11     |
| 2    | Unione Sovietica | 6        | 1        | 0        | 7      |
| 3    | Russia           | 5        | 2        | 3        | 9      |
| 4    | Brasile          | 3        | 1        | 3        | 7      |
| 5    | Italia           | 3        | 1        | 0        | 4      |
| 6    | Giappone         | 2        | 6        | 4        | 12     |
| 7    | Romania          | 1        | 2        | 1        | 4      |
| 8    | Polonia          | 1        | 1        | 2        | 4      |
| 9    | Taipei cinese    | 1        | 1        | -        | 2      |
| 10   | Bulgaria         | 0        | 2        | 2        | 4      |
| 11   | Cuba             | 0        | 2        | 1        | 3      |
| 11   | Stati Uniti      | 0        | 2        | 1        | 3      |
| 13   | Serbia           | 0        | 2        | 0        | 2      |
| 14   | Ucraina          | 0        | 1        | 1        | 2      |
| 15   | Corea del Sud    | 0        | 1        | 0        | 1      |
| 15   | Filippine        | 0        | 1        | 0        | 1      |
| 15   | Perù             | 0        | 1        | 0        | 1      |
| 18   | Thailandia       | 0        | 0        | 2        | 2      |
| 19   | Cile             | 0        | 0        | 1        | 1      |
| 19   | Cecoslovacchia   | 0        | 0        | 1        | 1      |
| 19   | Francia          | 0        | 0        | 1        | 1      |
| 19   | Germania Est     | 0        | 0        | 1        | 1      |
| 19   | Germania Ovest   | 0        | 0        | 1        | 1      |
| 19   | Svizzera         | 0        | 0        | 1        | 1      |